# Adoretus plebejus
Adoretus plebejus är en skalbaggsart som beskrevs av Gilbert John Arrow 1917. Adoretus plebejus ingår i släktet Adoretus och familjen Rutelidae. Inga underarter finns listade i Catalogue of Life.